# 王怀民
王怀民（？—），男，中国计算机软件专家，中国人民解放军国防科技大学副校长、计算机学院教授，中国科学院院士。

## 生平
2018年得到中國計算機學會王選獎。2019年当选为中国科学院院士。